# Pablo Casado
Pablo Casado Blanco (Palencia, 1 de febrero de 1981) es un expolítico español. Tras ocupar algunos cargos orgánicos en el Partido Popular, alcanzó la Presidencia del mismo en julio de 2018, cargo que ocupó hasta abril de 2022, cuando fue sustituido por Alberto Núñez Feijóo. 
Tras formar parte de Nuevas Generaciones, la organización juvenil del Partido Popular en la que fue presidente regional de Madrid, inició su andadura en la política activa, siendo elegido en 2007, con veintiséis años, diputado en la Asamblea de Madrid. Tras renunciar al escaño en 2009, dirigió los gabinetes de Manuel Pizarro y del expresidente del Gobierno José María Aznar antes de retornar a la política activa como diputado.
En 2011 se incorporó al Congreso de los Diputados, en un principio como diputado por Ávila en la X, XI y XII legislaturas, y más tarde, por Madrid en la XIII y XIV, ya como líder nacional del Partido Popular. Desde junio de 2015 se desempeñó como vicesecretario general de Comunicación del Partido Popular. En julio de 2018 fue nombrado presidente del partido, cargo del que dimitió en abril de 2022 tras una polémica con Isabel Díaz Ayuso.

## Biografía

### Primeros años e inicios en la política
Pablo Casado nació en Palencia el 1 de febrero de 1981. Su padre, Miguel Casado González es médico, y su madre, Esther Blanco Ruiz, profesora universitaria. Su familia posee una conocida clínica oftalmológica en su ciudad natal.
Cursó sus estudios primarios en el Colegio Castilla, de los Hermanos Maristas, realizando el 8º curso de EGB en el Reino Unido.
Abogado y economista colegiado en Madrid, es licenciado en Derecho por la Universidad Complutense de Madrid (en el centro adscrito CES Cardenal Cisneros) y licenciado en Administración y Dirección de Empresas por la Universidad Rey Juan Carlos; su currículo recoge también diversos estudios de posgrado.
Su interés por la política comenzó -en sus propias palabras- siendo muy joven, marcado por dos hechos: la lectura de diversos textos de distintas ideologías durante su etapa de estudiante en Londres y el asesinato de Miguel Ángel Blanco. En 2004 se afilió al Partido Popular y tan solo un año más tarde fue elegido presidente de Nuevas Generaciones (la organización juvenil del PP) de la Comunidad de Madrid.
En junio de 2009 contrajo matrimonio con la ilicitana Isabel Torres Orts, psicóloga que trabaja como orientadora en un colegio de la localidad madrileña de Algete (Madrid). Son padres de dos niños, Paloma y Pablo.

### Diputado en la Asamblea de Madrid
En las elecciones autonómicas de 2007 resultó elegido diputado autonómico en la VIII legislatura de la Asamblea de Madrid, como miembro del grupo popular, encabezado entonces por Esperanza Aguirre.
Durante los dos años que formó parte de la Asamblea, desempeñó las funciones de portavoz de la Comisión parlamentaria de Justicia y Administraciones Públicas y portavoz adjunto de la de Presupuestos y Hacienda.
Causó baja como diputado regional por renuncia en el verano de 2009.

### Jefe de gabinete
Tras abandonar su escaño en la Asamblea de Madrid, fue jefe de gabinete de Manuel Pizarro, que en 2008 había sido elegido diputado en el Congreso tras figurar como número dos por Madrid en la candidatura del Partido Popular.
El mismo puesto de jefe de gabinete lo ocuparía también con el expresidente del Gobierno José María Aznar.

### Diputado en las Cortes Generales
En 2011 volvió a ocupar un puesto en las candidaturas del Partido Popular, en esta ocasión al Congreso de los Diputados. Fue elegido diputado por Ávila en la X legislatura y nombrado portavoz de la Comisión mixta Congreso-Senado para la Unión Europea, portavoz adjunto de Asuntos Exteriores y vocal de la Comisión de Justicia y de la Comisión de Cooperación Internacional para el Desarrollo. 
En esta etapa, entre 2011 y 2015 fue miembro de la Comisión de seguridad, asuntos políticos y derechos humanos de la ApUPM (Assemblée parlementaire de l'Union pour la Méditerranée). Y de 2013 a 2015 fue miembro de la COSAC (Conference of Parliamentary Committees for Union Affairs).
En las elecciones generales de 2015 y 2016 repetiría escaño por Ávila, desempeñando durante la XI Legislatura el cargo de presidente de la Comisión de Educación y Deporte y vocal de la Comisión de Constitucional del Congreso de los Diputados.

### Vicesecretario general del PP

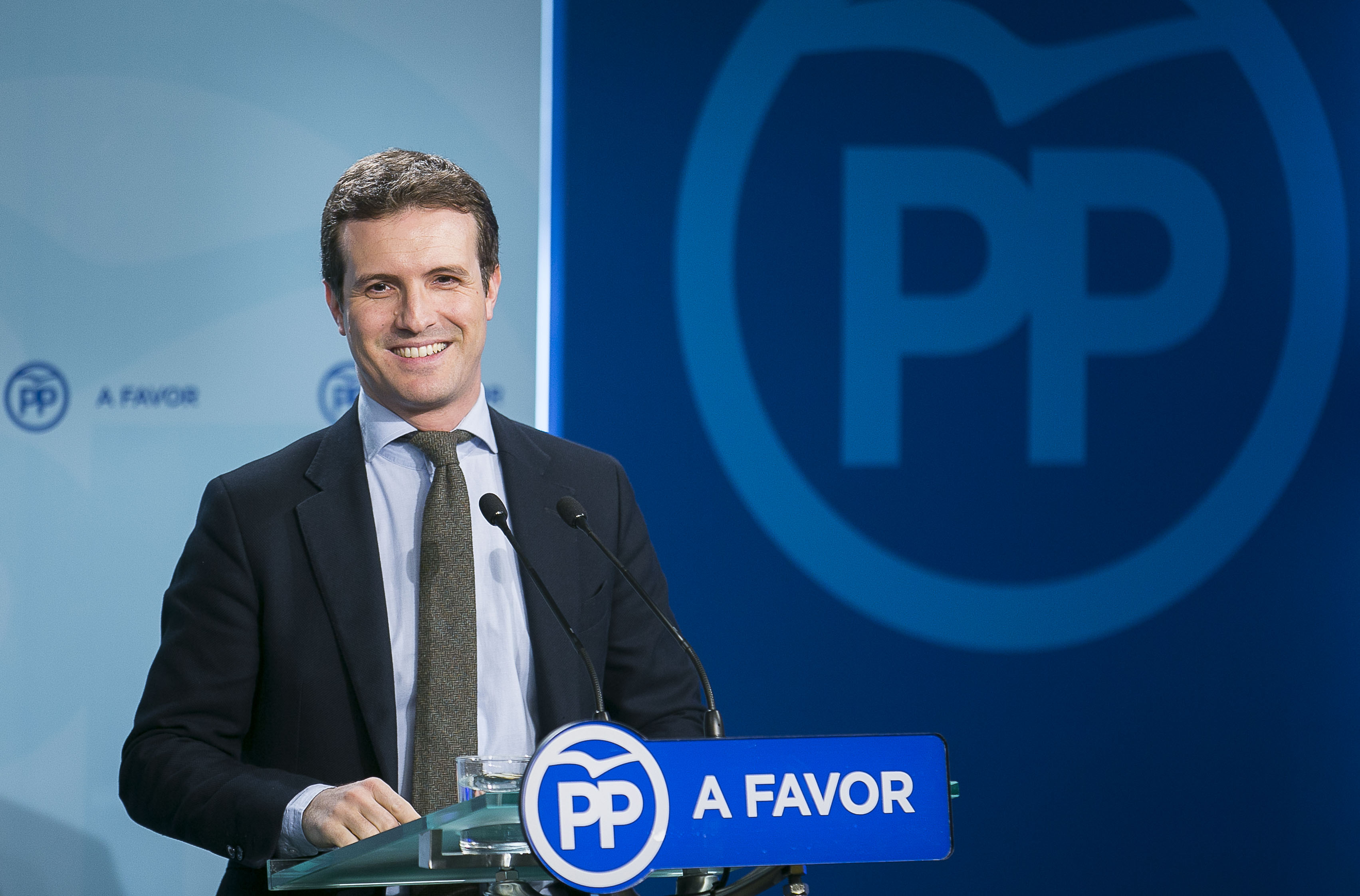
Durante una rueda de prensa ofrecida como vicesecretario general de Comunicación del PP en 2017

De forma paralela a su actividad parlamentaria, en estos años Pablo Casado fue ocupando diversos cargos en el seno del Partido Popular. 
En enero de 2015, fue elegido portavoz del comité de campaña nacional para las elecciones municipales y autonómicas que se celebraron el 24 de mayo. En ellas, Casado figuraría simbólicamente como candidato, cerrando la lista de la candidatura del PP en el municipio abulense de Las Navas del Marqués.
Tras la celebración de las elecciones, el PP acometió una amplia remodelación de su dirección el 18 de junio de 2015, accediendo Casado al puesto de vicesecretario general de comunicación.
En 2018 asistió a una reunión del grupo Nuevos Líderes para Europa del Foro Económico de Davos, en la que, además de planteamientos de economía o política exterior, también se pronunciaría sobre la situación planteada en Cataluña: «no es un problema solo de España, sino de Europa, ya sabemos lo que pasó en el siglo XX cuando se alteran fronteras». En 2017 aparecía como miembro del Europe Policy Group.

## Presidente del Partido Popular

### XIX Congreso Nacional del PP

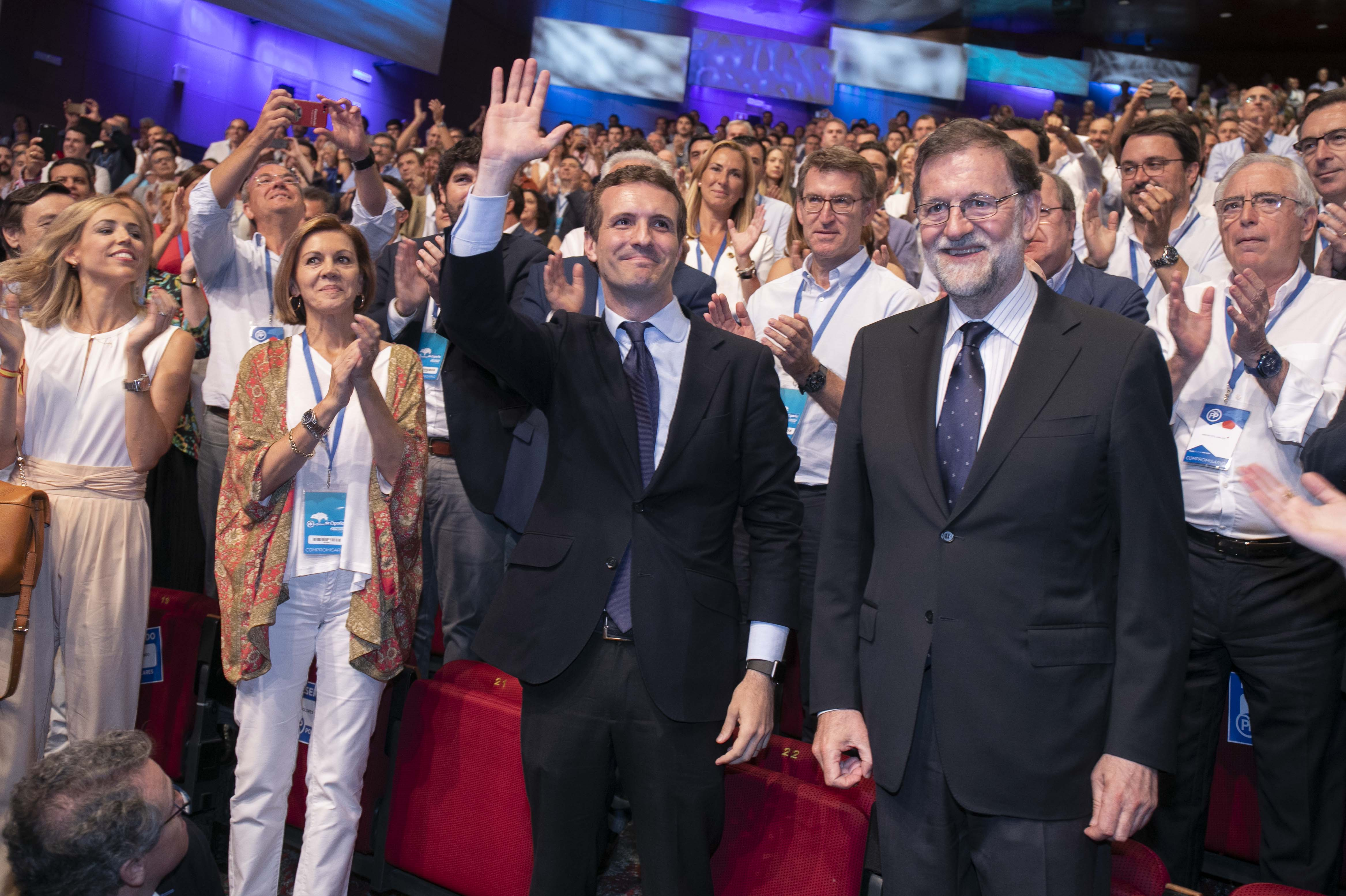
El 21 de julio de 2018, en el 19.º Congreso Extraordinario del PP, entre Mariano Rajoy y María Dolores de Cospedal.

En 2018 el Partido Popular celebró por primera vez en su historia unas elecciones primarias para que los militantes del mismo pudieran elegir al sucesor de Mariano Rajoy, que había presentado su renuncia a la presidencia del partido tras la moción de censura que le apartó de la presidencia del Gobierno.
A las mismas concurrieron seis candidatos: la exvicepresidenta Soraya Sáenz de Santamaría, la secretaria general María Dolores de Cospedal, el vicesecretario Pablo Casado, el exministro José Manuel García Margallo, el diputado José Ramón García Hernández y el concejal valenciano Elio Cabanes.
En junio de 2018 Casado anunció su precandidatura, presentándose como un candidato «de integración» para liderar el PP y «recuperar» a los votantes perdidos, en un discurso que algunos analistas interpretaron como un giro a la derecha.

«Propongo la defensa de la libertad individual y económica: bajos impuestos, administraciones eficientes; la defensa de la unidad de España, más aún con el desafío independentista en Cataluña pero también lo que estamos viviendo en País Vasco y Navarra; la seguridad muy focalizada en la lucha contra el terrorismo; la defensa de la familia y de la vida y todas las políticas sectoriales que dependen de ahí: educación, pensiones, sanidad; y la eficacia de la honestidad...».

Sáenz de Santamaría y Casado, con el 36,95 % y el 34,27 % como candidatos con más apoyos concurrirían a una segunda vuelta, ya definitiva, en el transcurso del XIX Congreso Nacional del PP, celebrado en Madrid los días 20 y 21 de julio de 2018. Tras conocerse los resultados del voto entre militantes, Casado recabaría el apoyo de los precandidatos derrotados en las mismas, singularmente el de la secretaria general del partido, María Dolores de Cospedal. Finalmente, Pablo Casado fue elegido presidente del Partido Popular con el 57.2 % de los votos de los compromisarios.
Unos días más tarde haría público en Barcelona el nuevo ejecutivo del PP, que contaría con Teodoro García Egea como secretario general y con seis vicesecretarios generales: Javier Maroto, Vicente Tirado, Marta González Vázquez, Isabel García Tejerina, Cuca Gamarra y Andrea Levy.

### Líder del PP

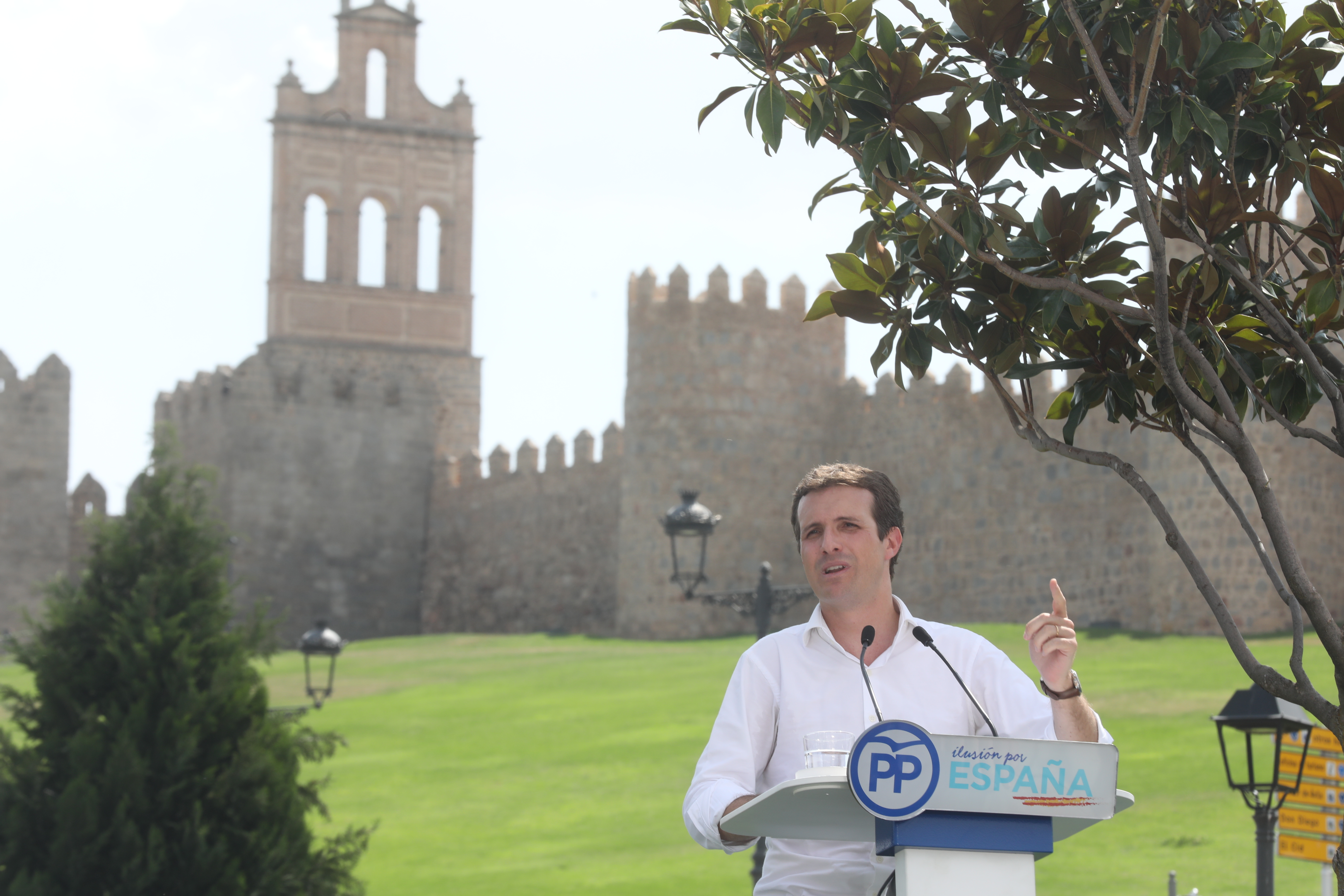
Casado frente a las murallas de Ávila en septiembre de 2018.

Tras su victoria en el Congreso, interpretada en algunos medios como una vuelta a planteamientos más conservadores, Casado se enfrenta a una reorganización interna del partido en un escenario en el que ya no cabe hablar de bipartidismo, un concepto presente durante años en la política española.
La moción de censura contra Mariano Rajoy de 2018 había unido a todo un arco parlamentario de muy diversa ideología por lo que el Partido Popular, aun contando con la mayoría de los diputados de la cámara se encontraba en minoría, viendo además como las encuestas le sitúan en claro retroceso, pues a la entrada de partidos como Podemos y Ciudadanos en el Congreso tras las elecciones generales de 2016, se sumaba la aparición de otro partido más, Vox, que en las encuestas debilitaba aún más el PP, que perdía votos hacia el centro (Ciudadanos) y hacia la derecha (Vox).
Tras la llegada de Casado a la presidencia, los primeros comicios a los que concurre el PP son las Elecciones al Parlamento de Andalucía que se celebraron el 2 de diciembre y en las que el candidato del Partido Popular Juan Manuel Moreno logra por vez primera la presidencia de la Junta de Andalucía merced a un pacto con Ciudadanos y Vox.

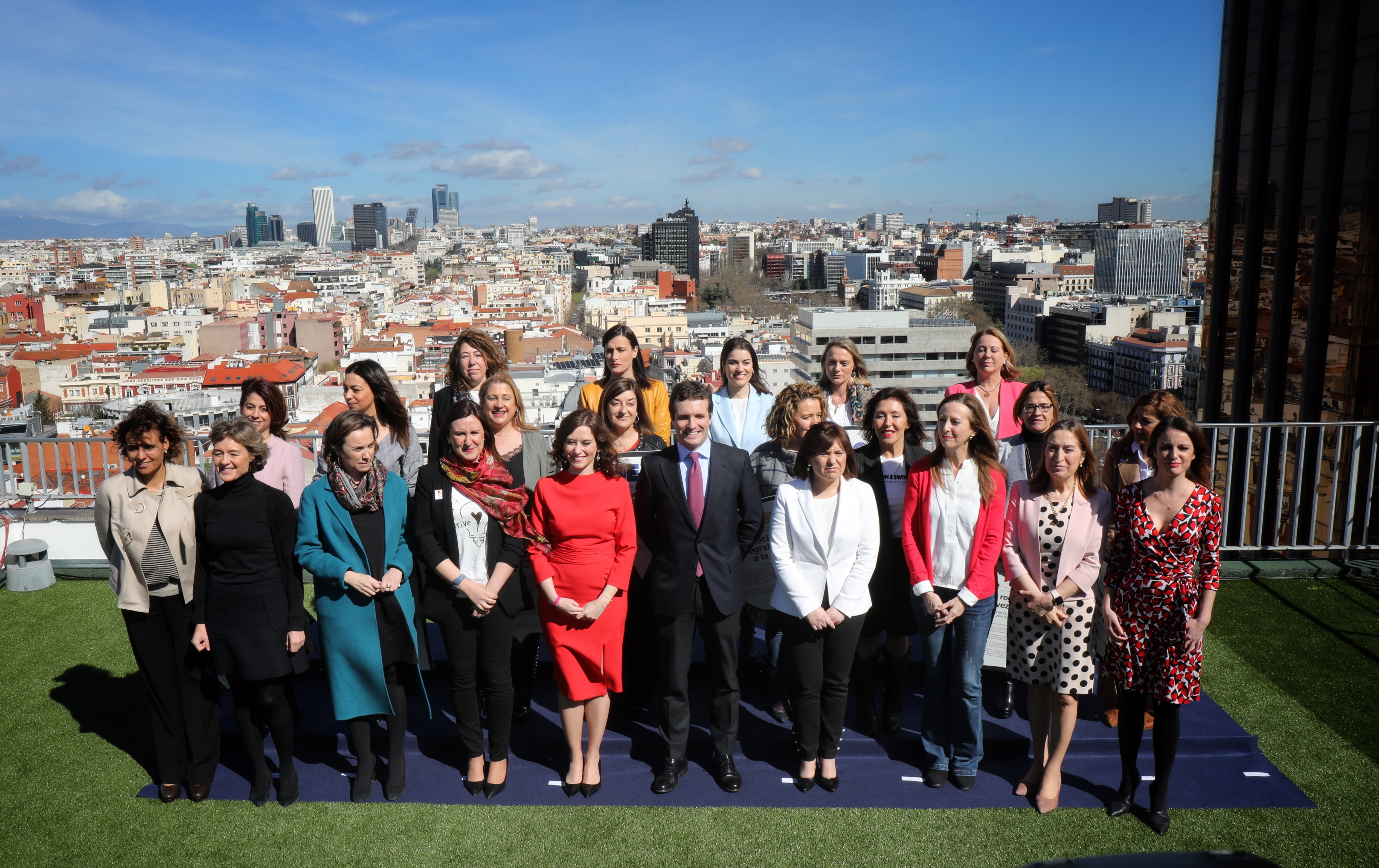
Casado con un grupo de mujeres del PP en el Día de la Mujer de 2019

La necesidad de alcanzar acuerdos lleva al PP a plantear una plataforma electoral, registrada con el nombre de «España Suma», que, de modo similar a Navarra Suma, buscaba incluir al partido Ciudadanos-Partido de la Ciudadanía (Cs) en una única candidatura.
En las elecciones municipales de 2019 el PP pasa de primera a segunda fuerza política, consolidándose en los Ayuntamientos una fragmentación del voto y la incorporación de los "nuevos partidos", que lleva al PP a perder alcaldías como las de Burgos, Albacete, Jaén o Melilla, mientras que "recupera" otras de la relevancia de Madrid, Zaragoza, Oviedo o Córdoba.

### Elecciones generales de 2019

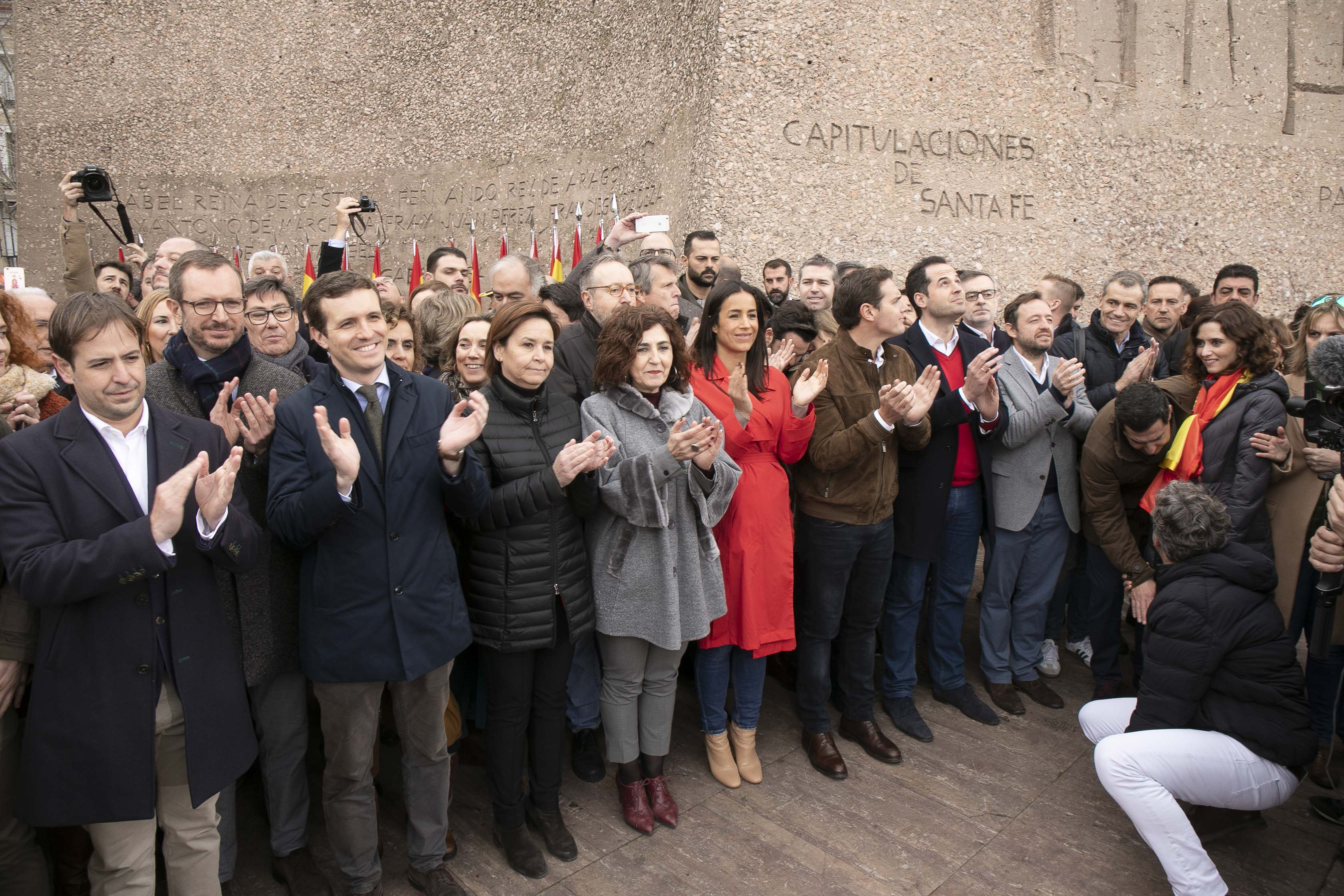
Manifestación de la plaza de Colón de febrero de 2019

En 2019 se celebraron dos elecciones generales en España, las primeras el 28 de abril y, tras la investidura fallida de Pedro Sánchez, otras el 10 de noviembre. En ambas concurrió Casado como líder del PP y cabeza de lista por Madrid.
En las primeras se consolida la esperada bajada de votos del PP, que pasa de 137 a 66 diputados. En las segundas, recupera un 14,8 % de votos y 23 diputados, hasta los 89.

### Crisis del PP de 2022
Tras unos meses de enfrentamiento entre la presidenta de la Comunidad de Madrid, Isabel Díaz Ayuso, y la cúpula nacional del partido, el 16 de febrero de 2022 aparecieron informaciones de un supuesto cobro (en forma de comisión) del hermano de Díaz Ayuso por gestiones de material sanitario y también de un supuesto espionaje a la familia de la presidenta por parte de Génova a través del Ayuntamiento de Madrid. La propia Díaz Ayuso acusó en una comparecencia al día siguiente a la dirección nacional del PP de querer destruirla políticamente. Esa misma tarde compareció el secretario general, Teodoro García Egea, para desmentir toda la información relacionada con el intento de espionaje al entorno de la presidenta; en esa comparecencia, García Egea informó de la apertura de un expediente informativo sobre la actuación de la presidenta Díaz Ayuso, que se cerró al día siguiente dando por válida la documentación aportada por ésta. El mismo día dimitió Ángel Carromero, persona de confianza del alcalde de Madrid, José Luis Martínez-Almeida, tras desvelarse unos audios en los que uno de los detectives afirmaba haber sido contactado desde la Empresa Municipal de la Vivienda y Suelo.
Al día siguiente, Pablo Casado afirmó en la cadena COPE que Díaz Ayuso debía aportar toda la documentación necesaria para despejar dudas sobre su honorabilidad, cuestionando a la vez su honradez al preguntarse si «es lógico adjudicar una comisión a tu hermano en abril de 2020, cuando en España morían 700 personas a causa de la pandemia».
Esta situación desembocó en un cisma en el Partido Popular, en el cual se pidieron responsabilidades políticas y un cambio de liderazgo. El 23 de febrero, Casado intervino en la sesión de control al Gobierno del Congreso de los Diputados, en la cual sustituyó su pregunta al presidente del Gobierno, Pedro Sánchez, por un pequeño discurso de despedida. Esa misma tarde tuvo lugar una reunión entre Casado y todos los líderes autonómicos del Partido Popular, durante la cual se decidió de manera unánime que Pablo Casado continuara en su cargo hasta la celebración de un congreso extraordinario durante los días 1 y 2 de abril, en el que se elegiría al nuevo líder del Partido Popular. Casado anunció que no se presentaría a la reelección en este congreso. El 2 de abril se eligió a Alberto Núñez Feijóo como nuevo presidente del partido. Dos días después Casado renunció también a su escaño en el Congreso.

## Polémicas y controversias
En 2018 se plantearon diversas acusaciones sobre la obtención de sus títulos de licenciatura en Derecho y máster en Derecho Autonómico y Local, realizados respectivamente en la Universidad Complutense de Madrid y en la Universidad Rey Juan Carlos. En ambos casos fueron desestimadas la comisión de irregularidades por la Universidad Complutense (UCM) y la URJC, además de, en este último caso, por el Tribunal Supremo que rechazó investigar a Casado por su máster aunque apreciaba «trato de favor» en su obtención.
El 20 de marzo de 2023 Casado declaró por videoconferencia como imputado, ante un juzgado de Barcelona, por los supuestos delitos de injurias, calumnias y un delito de odio o discriminación a causa de unas declaraciones que hizo en 2021 en La Coruña (Galicia), cuando afirmó que en Cataluña hay profesores «con instrucciones de no dejar ir al lavabo a los niños que hablan castellano». En julio de 2023 el Juzgado de Instrucción 29 de Barcelona archivó la causa.

### Enfrentamientos con el Gobierno de Pedro Sánchez
Con motivo de la pandemia de COVID-19, el presidente del Gobierno, Pedro Sánchez, anunció el 13 de marzo la declaración del estado de alarma y una cuarentena que contó, en un principio, con el apoyo del Partido Popular en el Congreso de los Diputados. Sin embargo, el PP votó en contra de la quinta prórroga solicitada por el Gobierno, lo que llevaría a Sánchez a acusar a Casado de «haber dimitido de su responsabilidad de Estado».
El 2 de septiembre de 2020, Pedro Sánchez recibió en el Palacio de la Moncloa a Pablo Casado para tratar de obtener su apoyo a los Presupuestos Generales del Estado y «desterrar la lucha partidista de la respuesta contra el coronavirus y articular unas cuentas públicas con las que hacer frente a la pandemia». Sin embargo, Casado manifestó que no apoyaría dichos presupuestos, dando, en opinión del Gobierno, la espalda a la negociación, como también ocurriría con la renovación de los cargos del Consejo General del Poder Judicial.
A raíz de las declaraciones del ministro Garzón, y el vicepresidente Iglesias sobre la monarquía, Casado hizo unas declaraciones defendiendo al rey «frente a los ataques de algunos ministros del propio Gobierno».

## Etapa fuera de la política
En enero de 2024 se asoció con el sobrino de Ana Botín, Ricardo Gómez-Acebo Botín, el exasesor del Gabinete del Ministro de Defensa, Joaquín Ortiz Escobar y el director general de Argos Defensa, José Antonio Bartrina, para la gestión de un fondo de capital riesgo que invertirá en defensa e inteligencia artificial.
En diciembre de 2024 fue designado presidente de la filial europea de la empresa nipona Datasection, especializada en asesoría tecnológica en los ámbitos de centros de datos e inteligencia artificial.